# АИК (клуб по хоккею с мячом)
АИК (швед. AIK Bandy, от Allmänna Idrottsklubben) — шведский клуб по хоккею с мячом из стокгольмского пригорода Сольны.

## История команды
АИК является подразделением одноимённого мультиспортивного клуба. Команда по хоккею с мячом в клубе была создана в 1905 году. В 1909 году АИК впервые дошёл до финала национального чемпионата, в котором обыграл «Юргорден» со счётом 7-3. В 1913—1915 годах АИК четыре раза за пять лет выходил в финал, но выиграл только в 1914 году, всё у того же «Юргордена» 4-2, и уступил «Уппсале» в 1913, 1915 и 1917 годах.
В следующий раз АИК пробился в финал в 1931 году. Этот сезон стал первым, когда финалу предшествовал круговой чемпионат, заменивший устаревшую кубковую систему. АИК обыграл «Ёту» и завоевал свой третий и последний титул чемпиона Швеции.
Сезон 1964/65 стал последним для АИКа в высшем дивизионе чемпионата Швеции.
Вернувшись в 2019 году в Элитсерию, команда вновь выступает в высшем дивизионе спустя 54 года.
Всего команда провёла 24 сезона в высшем дивизионе чемпионата Швеции, в двух последних сезонах после возвращения дошла до финала плей-офф чемпионата Швеции в 2021 году, в 2020 году — до финала Кубка Швеции.
Рекорд посещаемости матчей АИКа в рамках высшей шведской лиги составляет 14 987 зрителей, он был установлен 23 января 1955 года в Стокгольме на игре, проигранной «Эребру» со счётом 3-6.
В 1967—1980 годах президентом клуба был Леннарт Юханссон.
Также в клубе существует женская команда, которая 13 раз становилась чемпионом Швеции и четыре раза завоёвывала Кубок мира.

## Достижения

### Мужчины
- Чемпион Швеции: 3

- 1909, 1914, 1931

- Вице-чемпион Швеции: 4

- 1913, 1915, 1917, 2021

- Финалист Кубка Швеции: 1

- 2020

### Женщины
- Чемпион Швеции: 13

- 1987/88, 1989/90, 1994/95, 1995/96, 1997/98, 1998/99, 1999/00, 2002/03, 2003/04, 2004/05, 2005/06, 2007/08, 2009/10

- Вице-чемпион Швеции: 4

- 1993/94, 2000/01, 2001/02, 2008/09

- Победитель Кубка мира: 5

- 2003, 2004, 2008, 2009, 2011

- Финалист Кубка мира: 2

- 2012, 2015